# Anarchismus in der Türkei
Der Anarchismus in der Türkei ist relativ jung gegenüber den westeuropäischen libertären Bewegungen.
Seine Vorläufer hatte er mit der um 1910 erschienenen Zeitschrift İştirak mit dem Untertitel Journal Socialiste. Diskussionen über Anarchismus, Marxismus, Anarchosyndikalismus und Sozialismus wurden darin veröffentlicht. Der aus İzmir stammende Anarchist Baha Tevfik veröffentlichte 1913 das Buch Philosophie des Individuums. Tevfik gab auch die satirische Zeitschrift Eşek („Der Esel“) heraus, die mehrfach verboten wurde. 1935 wurde das Buch Ethik des Anarchisten Pjotr Kropotkin verlegt. Dies waren die ersten Impulse libertären Gedankengutes. Praxisorientierte libertäre Gruppen und anarchistische Pressemedien entstanden erst Mitte der 1980er Jahre.

## Geschichte

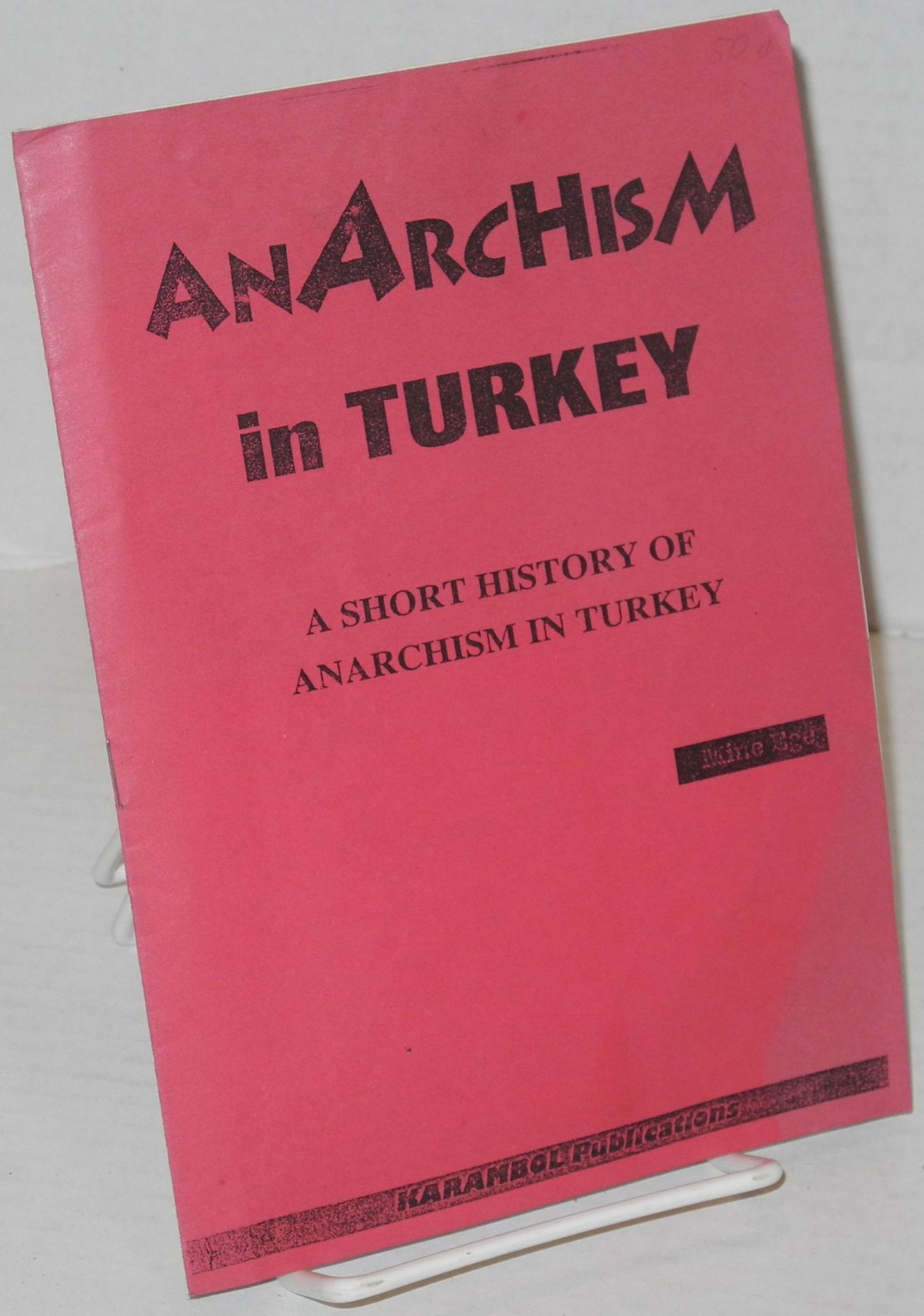
Anarchism in Turkey A Short History of Anarchism in Turkey, London, Karambol Publications, 1994.

Die Geschichte der Republik Türkei begann nach dem Zusammenbruch des Osmanischen Reiches im Oktober 1923. Anfang der 1920er Jahre war die Ideologie des Kommunismus und Marxismus stark verbreitet und 1921 waren die Kommunisten den Verfolgungen von staatlicher Seite ausgesetzt. Die libertären Ansätze türkischer Intellektueller konnten sich zu dieser Zeit aufgrund der autoritären Staats- und Gesellschaftsverhältnisse nicht manifestieren. Dies änderte sich langsam Mitte der 1960er Jahre mit dem Einfluss der internationalen Jugendrevolte, die Studentenproteste, Friedensbewegung, Demonstrationen, Yippies, Hippies, Feminismus, Kriegsdienstverweigerung und andere politische Bewegungen hervorbrachte oder propagierte. Kriegsdienstverweigerung und Feminismus sind weiterhin in der Türkei aktuell. Demokratisierung, Neuwahlen, der Einfluss des Militärs und Parteineugründungen fanden in der Türkei zwischen 1960 und 1980 statt. Die Frauenrechte in der Türkei waren ein großes Diskussionsthema in den 1960er und 1970er Jahren.
Ähnlich wie in Deutschland und anderen Ländern war mit dem Einfluss der internationalen Protest- und Widerstandsbewegungen eine Gegenkultur in der Türkei mit einer größeren Anzahl verschiedener linker Ideologien entstanden, die auch Aspekte des Anarchismus mit einbezog. Ebenfalls in der Türkei waren libertäre Zeitungen und Zeitschriften als Gegenöffentlichkeit das geeignete Mittel, um die Meinungen der einzelnen Gruppen zu verbreiten.

### Printmedien
1960 erschien die Zeitschrift Yeni Ufuklar („Neue Horizonte“) mit Artikeln über den Anarchismus. Ein Jahr später wurden Was ist das Eigentum von Pierre-Joseph Proudhon und Michail Bakunins Staatlichkeit und Anarchie (kein genaues Erscheinungsdatum angegeben) verlegt.
Anfang der 1970er Jahre erschienen kurzzeitig die Zeitschrift Yeni Olgu („Neue Tatsache“) und das Monatsmagazin Akıntıya Karşı („Gegen den Strom“) mit antiautoritären Inhalten.
In Deutschland erschienen in türkischer Sprache die Zeitschriften İsyan (deutsch: „Rebellion“) mit einer Auflage von 1000 Exemplaren (1981), Anarko (1981–1983), İsyan Bayrağı (1985/1986. Deutsch: „Fahne der Rebellion“), Anarşizm bugün (1986/1987. Deutsch: „Anarchismus heute“) und Doğrudan Eylem (1988/1989. Deutsch: „Direkte Aktion“).
In Istanbul wurde mit durchschnittlich 1000 Exemplaren und zwölf Ausgaben 1984 die Zeitschrift Kara („Schwarz“) verlegt, die anarchistisches Gedankengut verbreitete. Wahrscheinlich ebenfalls 1984 erschien Akıntıya Karşı mit nur zwei Ausgaben. Die in den 1990er Jahren verlegte libertäre Zeitschrift Sokak („Straße“) mit einer Auflage von 10.000 Exemplaren musste nach drei Beschlagnahmungen ihr Erscheinen einstellen. Mit einer antimilitaristischen Einstellung wurde Ateş Hırsızı („Feuerdieb“) 1993 herausgegeben.
Die erste Ausgabe von Amargi erschien im Dezember 1991 mit dem Ziel eine gemeinsame Zeitschrift für alle Anarchisten zu realisieren. Das Vorhaben scheiterte nach 14 Ausgaben. Aus früheren Zeitschrifteninitiativen schlossen sich 2001 mehrere Anarchisten zusammen und gründeten Kara mecmuA („Schwarze Zeitschrift“). Sie erschien mit zehn Ausgaben und wurde 2004 eingestellt. Darüber hinaus gab es zwei libertäre Literaturzeitschriften: Beyaz (1982) und göcebo (1995). Im libertären Verlag Birey Yayınları wurden circa Mitte der 1990er Jahre Bücher unter anderem zu den Themen Pazifismus und Antimilitarismus verlegt. Auch wurden Bücher von Emma Goldman, Buenaventura Durruti, Murray Bookchin und Paul Feyerabend in verschiedenen anderen Verlagen herausgegeben. Von George Woodcock liegt das Buch Anarşizm („Anarchism“) in mehreren Auflagen vor. 1999 erschien „Anarşizmin Bugünü“ im Istanbuler Verlag Ayrıntı Yayınları. Es war die Übersetzung des Buches „Anarchismus heute. Positionen“, das 1991 von Hans Jürgen Degen im Verlag Schwarzer Nachtschatten (Bösdorf) herausgegeben wurde.
Unter dem Titel otkökü („Graswurzel“) erschien diese Zeitschrift 2001 mit einer Auflage von 5500 Exemplaren als deutsch/türkische Beilage der Graswurzelrevolution in den Ausgaben 257 und 260.

### Gruppen und Organisationen
1998 wurde die anarchistische Jugendföderation Anarşist Gençlik Federasyonu mit den Schwerpunkten Ökologie, Antikapitalismus, Antisexismus und Anarchismus gegründet. Die Gruppe war für die Direkte Aktion, organisierte Demonstrationen und Protestaktionen. In Ankara organisierten 1999 Anarchisten eine „Kultur-Kooperative“ als Diskussionsplattform für Kommunistischen Anarchismus, Anarchosyndikalismus, Anarchafeminismus und Panarchismus. Es bestanden in den 1990er Jahren drei Organisationen, die eng miteinander zusammenarbeiteten: die Otonom A, Karakök Autonome und das heute noch bestehenden Anarchistische Kollektiv Ankara (AKA), das sich unter anderem mit Wehrdienstverweigerung, Antimilitarismus und Pazifismus beschäftigt.
Türkische Anarchisten aus der Schweiz und Süddeutschland sind über das Forum deutschsprachiger Anarchisten Mitglied der Internationale der Anarchistischen Föderationen.
In Istanbul gründeten Libertäre 2001 die Initiative gegen Unterdrückung und Krieg – Istanbul („TSK-I“). Der Art-Workshop Schwarzer Treffpunkt („Kara Kalem Sanat Atölyesi“) organisierte in Ankara ein Antimilitaristisches Festival und eine Pressekonferenz. Im September 2000 wurde von der KAOS GL, einer libertären Schwulen- und Lesbischengruppe, das erste Homosexuelle Zentrum unter dem Namen Kaos Kültür Merkezi („Chaos-Kultur-Zentrum“) eröffnet. Homosexualität in der Türkei ist nicht strafbar. 1993 wurde Lambda Istanbul gegründet, eine Vereinigung für LGBT, mit Kulturzentrum und einer Bibliothek.
Der Anarchosyndikalismus konnte sich in der Türkei bislang nicht organisatorisch entfalten. In verschiedenen Gruppen wurden Diskussionen ebenfalls über den Postanarchismus geführt, so schrieb der Autor Jürgen Mümken: „Aber auch z. B. in Brasilien oder in der Türkei findet eine Diskussion über den Postanarchismus statt. Der postanarchistische Diskurs ist eine Reaktion auf die gesellschaftlichen Transformationsprozesse der letzten Jahrzehnte“.

## Weiterführende Literatur
- Bernd Drücke (Hrsg.): Ja! Anarchismus. Gelebte Utopie im 21. Jahrhundert. Interviews und Gespräche. Otkökü – Graswurzelbewegung in der Türkei. Ein Interview mit dem Kriegsdienstverweigerer Osman Murat Ülke. Karin Kramer Verlag, Berlin 2006, ISBN 3-87956-307-1.
- Manfred Horn: Merhaba Deutschland: bilinguale, deutsch- und türkischsprachige Print- und Hörfunkmedien in der Bundesrepublik. Unter anderem zur Geschichte der Zeitschrift Otköku. Ibidem-Verlag, Stuttgart 2004, ISBN 3-89821-362-5.